# Еменжар
Еменжар (каз. Еменжар, до 2018 г. — Ермольчево) — село в Таскалинском районе Западно-Казахстанской области Казахстана. Входит в состав Чижинского сельского округа. Код КАТО — 276053200.

## Население
В 1999 году население села составляло 277 человек (143 мужчины и 134 женщины). По данным переписи 2009 года, в селе проживал 41 человек (20 мужчин и 21 женщина).